# Johannes Philippus Suijling

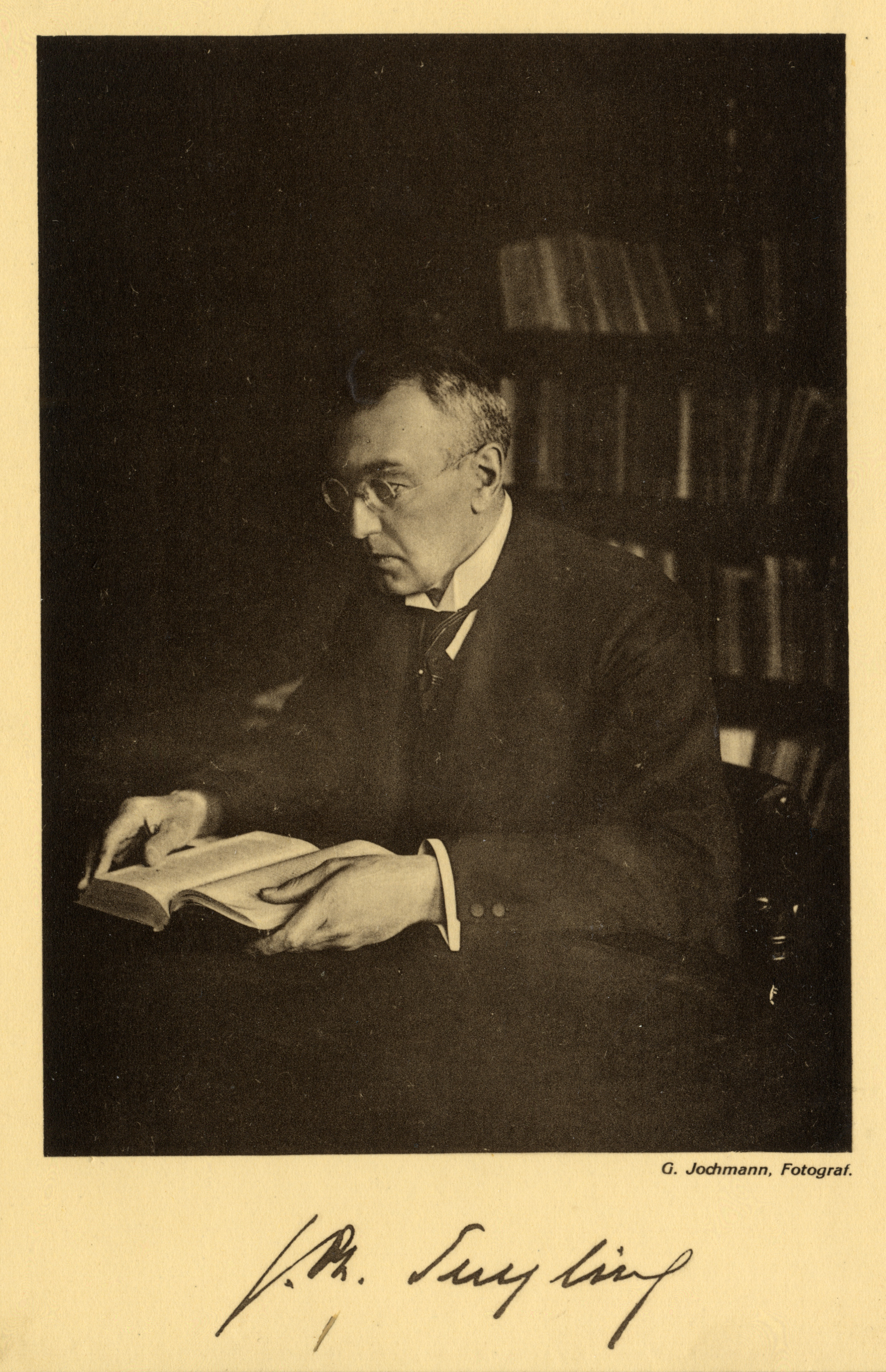
J.Ph. Suyling (1926)

Johannes Philippus Suijling auch: Jan Philip Suyling (* 4. September 1869 in ’s-Hertogenbosch; † 14. Juni 1962 in Den Haag) war ein niederländischer Rechtswissenschaftler.

## Leben
Johannes Philippus war der Sohn des Fischhändlers Jacobus Suijling (* 25. März 1837 in 's-Hertogenbosch; † 20. Oktober 1891 ebenda) und dessen Frau Maria Pieternella Baggerman (* um 1840 in Driel; † 24. November 1909 in Den Haag). Nach dem Besuch des Gymnasiums seines Geburtsortes, immatrikulierte er sich am 17. Oktober 1888 an der Universität Utrecht, wo er ein Studium der Rechtswissenschaften absolvierte. Am 4. Dezember 1893 promovierte er unter Hendrik Jacobus Hamaker mit der Arbeit De statutentheorie in Nederland gedurende de XVIIe eeuw (deutsch: Die Statutentheorie in den Niederlanden im 17. Jahrhundert), zum Doktor der Rechte. Danach arbeitete er als Anwalt in seiner Geburtsstadt und setzte seine juristische Ausbildung fort, wozu er sich nach Berlin und Paris begab. Zurückgekehrt in die Niederlande beschäftigte er sich mit dem bürgerlichen Recht, mit dem bürgerlichen Prozessrecht und publizierte zum internationalen Recht. 1900 wurde er Richter in 's-Hertogenbosch und 1903 als Berater des Justizministeriums in Den Haag tätig. Am 21. Februar 1907 wurde er zum außerordentlichen Professor des Völkerrechts an der Universität Leiden berufen, welches Amt er am 16. Oktober 1907 mit der Einführungsrede Critische rechtswetenschap en volkenrecht (deutsch: Kritische Rechtswissenschaft und Völkerrecht) begann.
Am 8. Juni 1911 erhielt er einen Ruf als Professor des Privat- und Völkerrechts an die Universität Utrecht, welche Aufgabe er am 25. September 1911 mit der Antrittsrede Het wereldverkeer in het privaatrecht (deutsch: Der internationale Verkehr im Privatrecht) übernahm. Suijling arbeitete in mehreren niederländischen Kommissionen zur Gesetzeserstellung mit. Sein Hauptwerk ist das mehrbändige Werk Inleiding, tot het burgerlijk recht (deutsch: Einführung in das bürgerliche Recht). Im Akademiejahr 1925/26 wurde er zum Rektor der Utrechter Alma Mater gewählt, wozu er am 26. März 1926 die Rektoratsrede Kartel et trust in het Privaatrecht (deutsch: Kartell und Vertrauen im Privatrecht) hielt. 1925 wurde er Mitglied der königlich niederländischen Akademie der Wissenschaften, 1926 ernannte man ihn zum Offizier des belgischen Leopold II Ordens und 1934 zum Großoffizier des Ordens von Oranien-Nassau. 1929 legte er aus Gesundheitsgründen seine Professur nieder, um jüngeren Kräften Platz zu machen. Ab 1930 wirkte er als Ehrenvorsitzender der niederländischen Indologenvereinigung und arbeitete bis 1939 im Zentralen Rat von Den Haag mit.

## Familie
Suijling verheiratete sich am 3. September 1903 in Arnhem mit Sofia Adriana Anna de Graaff (* 29. Oktober 1881 in Teteringen; † 1946), die Tochter des Diederik de Graff (* 25. Mai 1834 in Gorinchem; † 7. Juni 1899 in Arnhem) und dessen Frau Anna Catharina Waardhuizen (* 27. August 1842 in 's-Hertogenbosch; † 30. November 1905 in Arnhem). Aus der Ehe stammen ein Sohn und zwei Töchter. Von den Kindern kennt man:
- Maria Anna Suijling (* 21. Oktober 1904 in Den Haag; † 23. Juli 1994 in Amsterdam)
- Johannes Diederik Suijling (* 10. Januar 1906 in Den Haag; † 2. Dezember 1944 in Apeldoorn) verh. 20. August 1938 Loosduinen Frieda Corrij Adriana Fehrmann (* 13. Dezember 1909 in Rotterdam)
- Wilhelmina Louise Suijling (* 18. Oktober 1907 in Den Haag; † 1997) verh. 15. Mai 1934 in Den Haag mit Joan Christian Gustave Verspyck Mijnssen (* 18. Februar 1906 in Den Haag; † 18. März 1945 in Siegburg)

## Werke (Auswahl)
- De statutentheorie in Nederland gedurende de 17de eeuw. 's-Hertogenbosch 1893
- Critische rechtswetenschap en volkenrecht. Leiden 1907
- Het wereldverkeer in het privaatrecht. Haarlem 1911
- Volkenrecht en politiek. Utrecht 1915
- Inleiding, tot het burgerlijk recht. Haarlem 1918-1925, 2. Bde.; 1927-1943, 5. Bde. (mit Henri Francois Reinier Dubois (* 5. Februar 1887 in Hoorn; † 5. März 1962 in Bennekom))
- Levend en stervend recht. Haarlem 1947